# Provincia de Quebec (1763-1791)
La provincia de Quebec fue una colonia en América del Norte creada por Gran Bretaña después de la Guerra de los Siete Años. Gran Bretaña adquirió el Canadá francés por el Tratado de París de 1763 en el que (después de un largo debate) Francia negoció para mantener la pequeña pero muy rica isla de Guadalupe en su lugar. Por la Proclamación real británica de 1763, Canadá (parte de Nueva Francia) pasó a llamarse provincia de Quebec. La provincia se extendía desde la costa de Labrador en el océano Atlántico, al suroeste por el río San Lorenzo y los Grandes Lagos y más allá de la confluencia de los ríos Ohio y Misisipi. Algunas partes del sudoeste (al sur de los Grandes Lagos) más tarde fueron cedidas a los Estados Unidos por el Tratado de París (1783) en la conclusión de la Revolución Americana.

## Historia

Evolución territorial de la provincia de Quebec.

En 1774, el Parlamento británico aprobó la Ley de Quebec que le permitió a la provincia restaurar el uso del derecho consuetudinario francés (en francés: Coutume de Paris) en asuntos privados, junto con el derecho consuetudinario británico y también a la Iglesia Católica recoger los diezmos. La ley también amplió los límites de Quebec para incluir el País del Ohio y el País de Illinois, desde los montes Apalaches en el este, al sur hasta el río Ohio, al oeste del río Misisipi y al norte hasta el límite sur de las tierras de propiedad de la Compañía de la Bahía de Hudson o Tierra de Rupert.
A través de Quebec, la Corona británica retuvo el acceso a los Países de Ohio e Illinois, incluso después del Tratado de París, por el que debería haber cedido esta tierra a los Estados Unidos. El comercio estaba bien establecido y las rutas militares a través de los Grandes Lagos, por una amplia alianza de nativos americanos a través de Detroit, Fort Niagara, Fort Michilimackinac, así, hasta que estos territorios fueran entregados a los Estados Unidos tras el Tratado de Jay (1794).
Quebec conservó su sistema señorial después de la conquista. Debido a la afluencia de refugiados lealistas durante la Guerra de Independencia de los Estados Unidos, la demografía de Quebec cambió y ahora incluía personas de habla inglesa, elementos anglicanos y protestantes de las ex Trece Colonias. Estos leales al Imperio Británico se establecieron principalmente en los municipios del oeste de Montreal, en lo que se conocía entonces como el Pays d'en Haut (tierras altas) al oeste del río Ottawa. La Ley constitucional de 1791 dividió la colonia en dos en el río Ottawa, de manera que la parte occidental (Alto Canadá) podría estar bajo el sistema legal británico, ya que los hablantes de habla inglesa eran mayoría. La parte oriental fue nombrada Bajo Canadá.
- Datos: Q251668